# Herman Wynants
Herman Wynants, ook Herman Wijnants, (Tongerlo, 15 februari 1946) is een Belgisch voetbalmanager en politicus voor N-VA.

## Levensloop
Wynants is gepensioneerde zelfstandige. Hij handelde van 1975 tot 1980 als importeur van wijn, kaas en sigaren en  was van 1980 tot 2019 manager van de voetbalclub K.V.C. Westerlo. Hij was ook algemener actief in de voetbalwereld als voorzitter van de financiële commissie van de Belgische voetbalbond, lid van het uitvoerend comité van de KBVB en sinds 2009 stichter en voorzitter van de Voetbalfederatie Vlaanderen tot hij daar in 2013 werd opgevolgd door Johan Timmermans.
Voor de N-VA kwam hij een eerste maal in 2012 op bij de gemeenteraadsverkiezingen in zijn gemeente Westerlo. Hij werd gemeenteraadslid en schepen aldaar in de legislatuurperiode 2013-2018. In Westerlo konden eind 2012 CD&V en N-VA een bestuursakkoord sluiten met als kandidaat-burgemeester Guy Van Hirtum. Wynants werd in het college van burgemeester en schepenen eerste schepen bevoegd voor openbare werken, mobiliteit, sport en recreatie en arbeidsveiligheid. Bij de gemeenteraadsverkiezingen van oktober 2018 behaalde de N-VA een slecht resultaat in Westerlo en belandde de partij in de oppositie. Als lijstduwer werd Herman Wynants herkozen in de gemeenteraad van Westerlo, maar hij besloot zijn mandaat niet op te nemen.
Bij de Vlaamse verkiezingen van 25 mei 2014 behaalde zijn partij in de Kieskring Antwerpen 36,46% van de stemmen, waardoor N-VA veertien volksvertegenwoordigers uit die kieskring kon afvaardigen naar het Vlaams Parlement. Zelf haalde hij 11.686 voorkeurstemmen. Als zevende kandidaat op de lijst werd hij verkozen. In het Vlaams Parlement werd Wynants lid van de commissie Cultuur, Jeugd, Media en Sport. Bij de verkiezingen van 26 mei 2019 stelde hij zich geen kandidaat meer.